# Thinking About His Baby
A Thinking About His Baby című dal a brit Blue Zone második kimásolt kislemeze a Big Thing című stúdióalbumról. A dalt Ian Devaney, Andy Morris, és Lisa Stansfield írták. A kislemez Európában a 2., míg Japánban az első kislemeze volt az együttesnek.
A dalhoz Ron Saint Germain készített remixet, és videóklip is készült. A dal a 79. helyezést érte el a brit kislemezlistán. Kisebb sláger lett az albumon nem publikált következő kislemezként is megjelent dal a Big Thing című dal, melyet a Kiss FM rádióállomás kezdett el játszani. A kislemezből 10.000 példány kelt el egy hét alatt.

## Számlista
Európai /Japán 7" kislemez
1. "Thinking About His Baby" – 4:01
2. "Big Thing" – 4:57

Európai 12" single
1. "Thinking About His Baby" (Extended) – 5:56
2. "Big Thing" (Extended) – 6:40

Európai CD single
1. "Thinking About His Baby" – 4:01
2. "Thinking About His Baby" (Extended Dance) – 6:58
3. "Big Thing" (Extended) – 6:40

## Slágerlista
| Slágerlista (1988)                    | Legjobb helyezés |
| ------------------------------------- | ---------------- |
| Egyesült Királyság (UK Singles Chart) | 79               |